# Annemari Sandell-Hyvärinen
Annemari Birgitta Sandell-Hyvärinen (née le 2 janvier 1977 à Kalanti) est une athlète finlandaise, spécialiste des courses de fond, et notamment du cross-country. 

## Biographie
En 1995, elle est sacrée championne d'Europe de cross, à Alnwick en Angleterre, et remporte également la médaille d'argent en 1998 et la médaille de bronze en 1996. En 1999, elle monte sur la troisième marche du podium de l'épreuve courte des championnats du monde de cross de Belfast, derrière la Kényane Jackline Maranga et la Française Yamna Oubouhou-Belkacem.
Elle détient plusieurs records de Finlande, du mile au marathon. Elle est également l'actuelle détentrice du record d'Europe junior du 10 000 m.

### Palmarès
| Date | Compétition                            | Lieu      | Résultat | Épreuve                |
| ---- | -------------------------------------- | --------- | -------- | ---------------------- |
| 1995 | Championnats du monde                  | Göteborg  | 9e       | 10 000 m               |
| 1995 | Championnats d'Europe de cross         | Alnwick   | 1re      | Individuel             |
| 1996 | Jeux olympiques                        | Atlanta   | 12e      | 10 000 m               |
| 1996 | Championnats d'Europe de cross         | Charleroi | 3e       | Individuel             |
| 1997 | Championnats du monde                  | Athènes   | 15e      | 10 000 m               |
| 1998 | Championnats d'Europe                  | Budapest  | 5e       | 5 000 m                |
| 1998 | Championnats d'Europe                  | Budapest  | 7e       | 10 000 m               |
| 1998 | Championnats du monde de semi-marathon | Uster     | 5e       | Semi-marathon          |
| 1998 | Championnats d'Europe de cross         | Ferrare   | 2e       | Individuel             |
| 1999 | Championnats du monde de cross         | Belfast   | 3e       | Cross court individuel |

### Records
| Épreuve       | Performance    | Lieu      | Date              |
| ------------- | -------------- | --------- | ----------------- |
| 5 000 m       | 14 min 56 s 22 | Stockholm | 8 juillet 1996    |
| 10 000 m      | 31 min 40 s 42 | Atlanta   | 27 juillet 1996   |
| Semi-marathon | 1 h 10 min 4 s | Uster     | 27 septembre 1998 |